# Scutellaria incana
Scutellaria incana är en kransblommig växtart som beskrevs av Johann Friedrich Theodor Biehler. Scutellaria incana ingår i Frossörtssläktet som ingår i familjen kransblommiga växter.

## Underarter
Arten delas in i följande underarter:
- S. i. incana
- S. i. punctata

## Bildgalleri

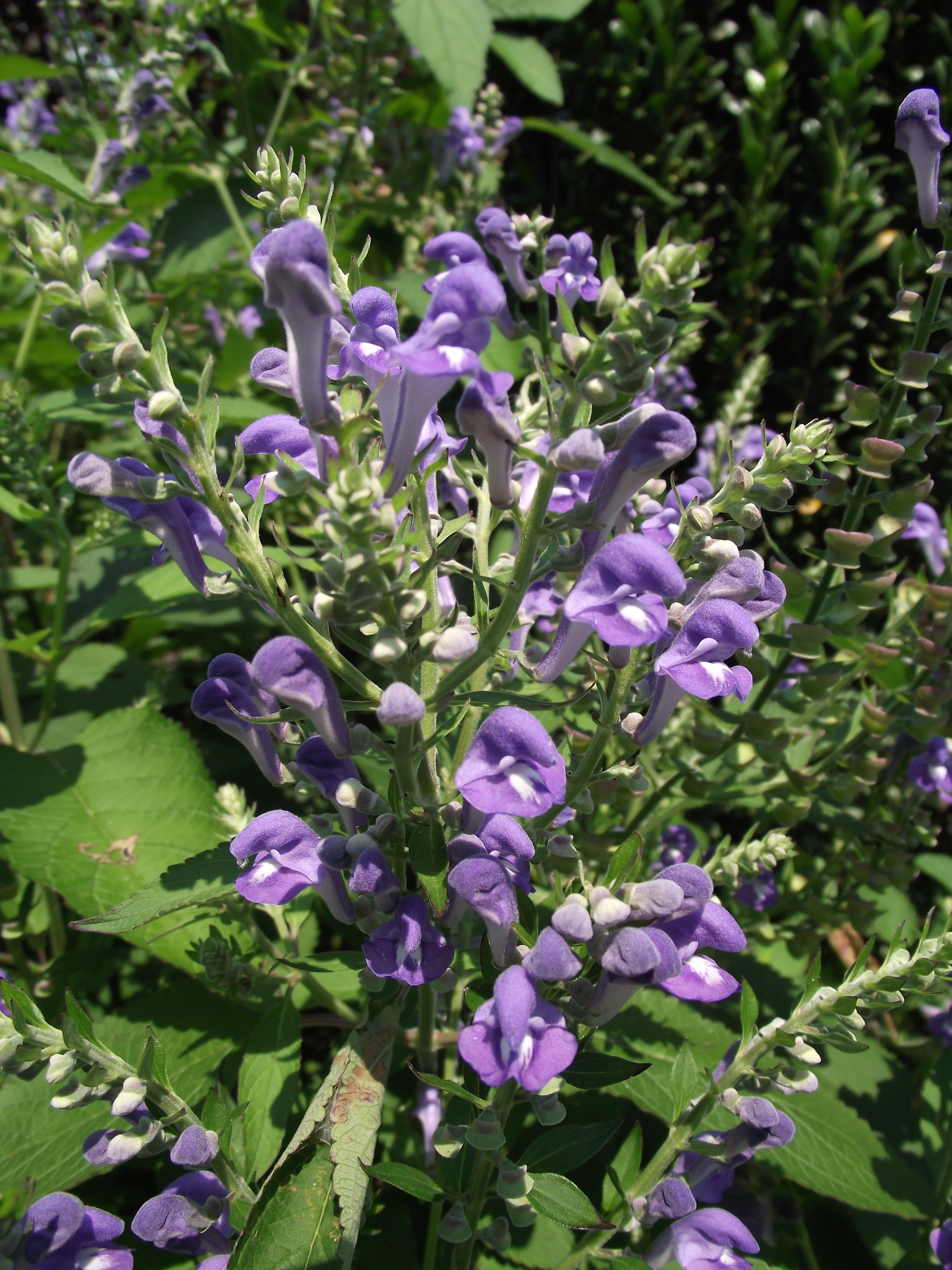